# Сен-Мартен-де-ла-Клюз
Сен-Мартен-де-ла-Клюз (фр. Saint-Martin-de-la-Cluze) — коммуна во Франции, находится в регионе Рона — Альпы. Департамент коммуны — Изер. Входит в состав кантона Матезин-Триев. Округ коммуны — Гренобль.
Код INSEE коммуны — 38115. Население коммуны на 2006 год составляло 617 человек. Населённый пункт находится на высоте от 330  до 941 метров над уровнем моря. Муниципалитет расположен на расстоянии около 500 км юго-восточнее Парижа, 110 км юго-восточнее Лиона, 24 км южнее Гренобля. Мэр коммуны — Robert Riotton, мандат действует на протяжении 2001—2008 гг.
Динамика населения (INSEE):